# 范の犯罪
『范の犯罪』（はんのはんざい）は、志賀直哉の短編小説。1913年（大正2年）10月1日発行の『白樺』第四巻第十号に発表。その際、末尾に大正二年「（九月廿四日）」と執筆月日が記された。

## あらすじ
若い支那人の奇術師・范は、ナイフを投げる演芸中に妻の頸動脈を切断し、殺してしまう。ところがこの事件は大勢の視線の中心に行われた事でありながら、故意の業か、過ちの出来事か、全く解らなくなってしまった。裁判官との対話の中で2年ほど前に生まれた赤子が自分の子ではなかったことによって妻と不和になったこと、それに伴って妻に対して烈しい憎しみを感じていたこと、事件の前晩には「本統の生活」に生きるために妻を殺してしまおうと考えていた事が明らかになる。范は事件の晩にどうしても自分は無罪にならなければならぬと決心し、それが過失と思えるよう申し立ての下拵えをしてみるが、前晩殺すということを考えただけで故殺と決める理由になるだろうかと思うと、だんだんに自分でも分からなくなり、急にじっとしていられないほどの興奮を起こす。これらを范は正直に、快活な心持で話して室を出て行くと、裁判官は何かしれぬ興奮を感じ、すぐにペンを取り上げその場で「無罪」と書いた。

## 従弟の自殺
本作品は1918年（大正7年）1月16日刊行の『夜の光』に収録され、その際、細かい修訂の他、初出末尾の部分に削除と訂正が加えられた。
「創作余談」には、
とある。
従弟の自殺は、1913年（大正2年）7月29日のことで、それをモチーフとして8月7日に書かれた「従弟の死」、及び9月1・9日に執筆記録のある「支那人の殺人」が、「范の犯罪」の原形である。9月13日の日記には「どうしても「范の犯罪」に手がつかぬ。」、14日には「「范の犯罪を書きあげた。疲労しきつた。」とある。最終的に完成したのは9月24日のことで、「「范の犯罪」を後半殆ど書いた。不快から来た興奮と、前晩三時間くらいしかねなかつた疲労が、それを助けて書き上げさした。三秀社へ持つて行つた。」とある。